# Siamang
Symphalangus syndactylus
« Siamang » redirige ici. Pour l'espèce Hylobates klossii, voir Siamang de Kloss.
Genre
Espèce
Synonymes
- Hylobates syndactylus (Raffles, 1821)

Statut de conservation UICN

 EN A2cd : En danger
Statut CITES
Le Siamang (Symphalangus syndactylus) est le seul représentant du genre Symphalangus.

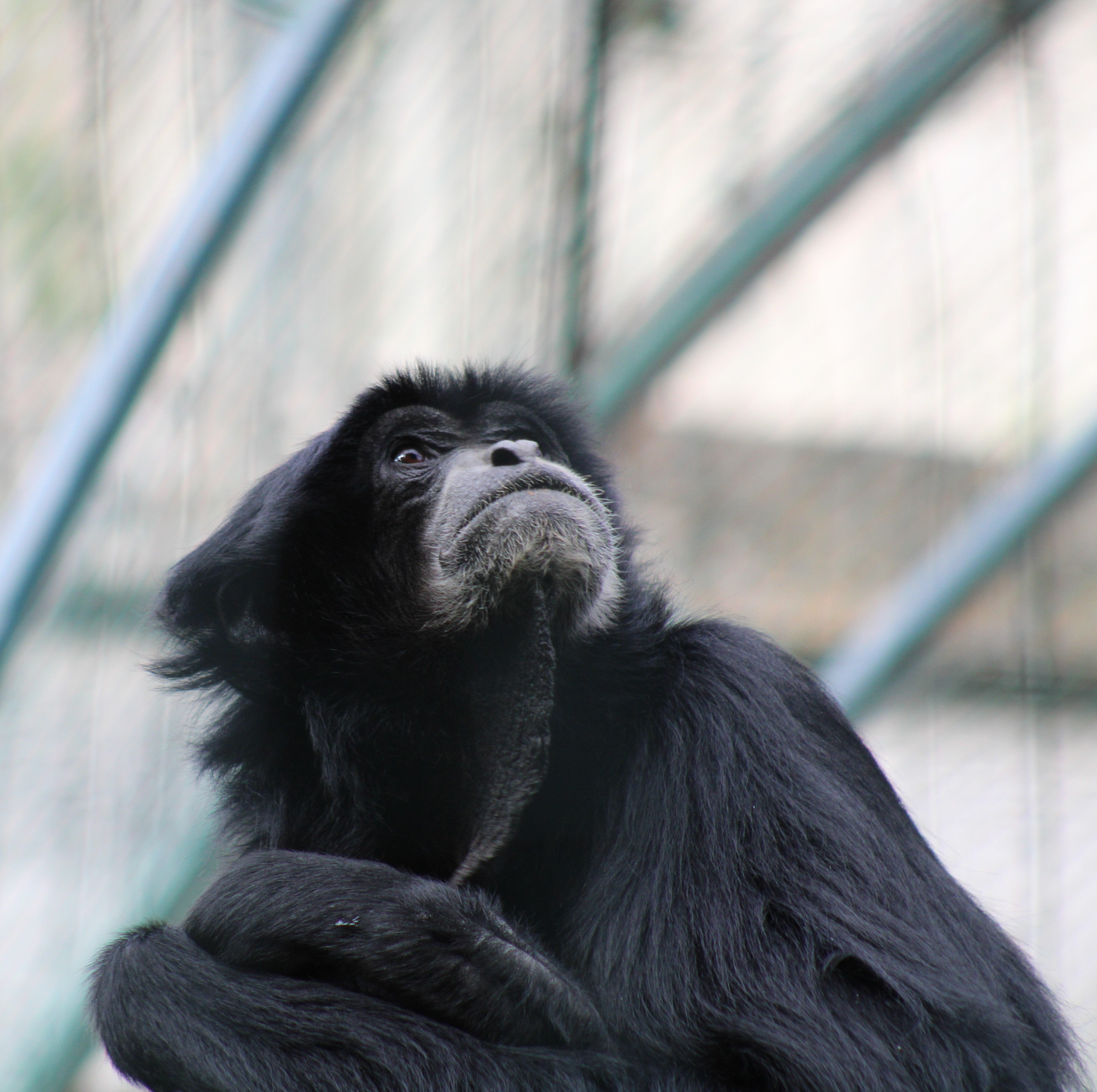
Siamang au Parc Zoologique de la Citadelle de Besançon

## Habitat et répartition
Le gibbon siamang habite les forêts équatoriales de Malaisie, de l'île de Sumatra en Indonésie et d'une petite partie de la Thaïlande. Il se rencontre en plaine comme en montagne jusqu'à 3 800 m d'altitude.

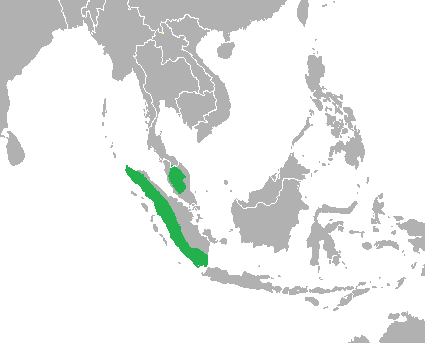
Aire de répartition du Siamang

## Description
Le siamang est le plus grand des gibbons, avec une taille (tête et corps) de 71 à 90 cm. Il mesure debout 1,50 m et ses bras, deux fois plus long que son corps, font jusqu'à 1,50 m de long. Il pèse de 10 à 15 kg.

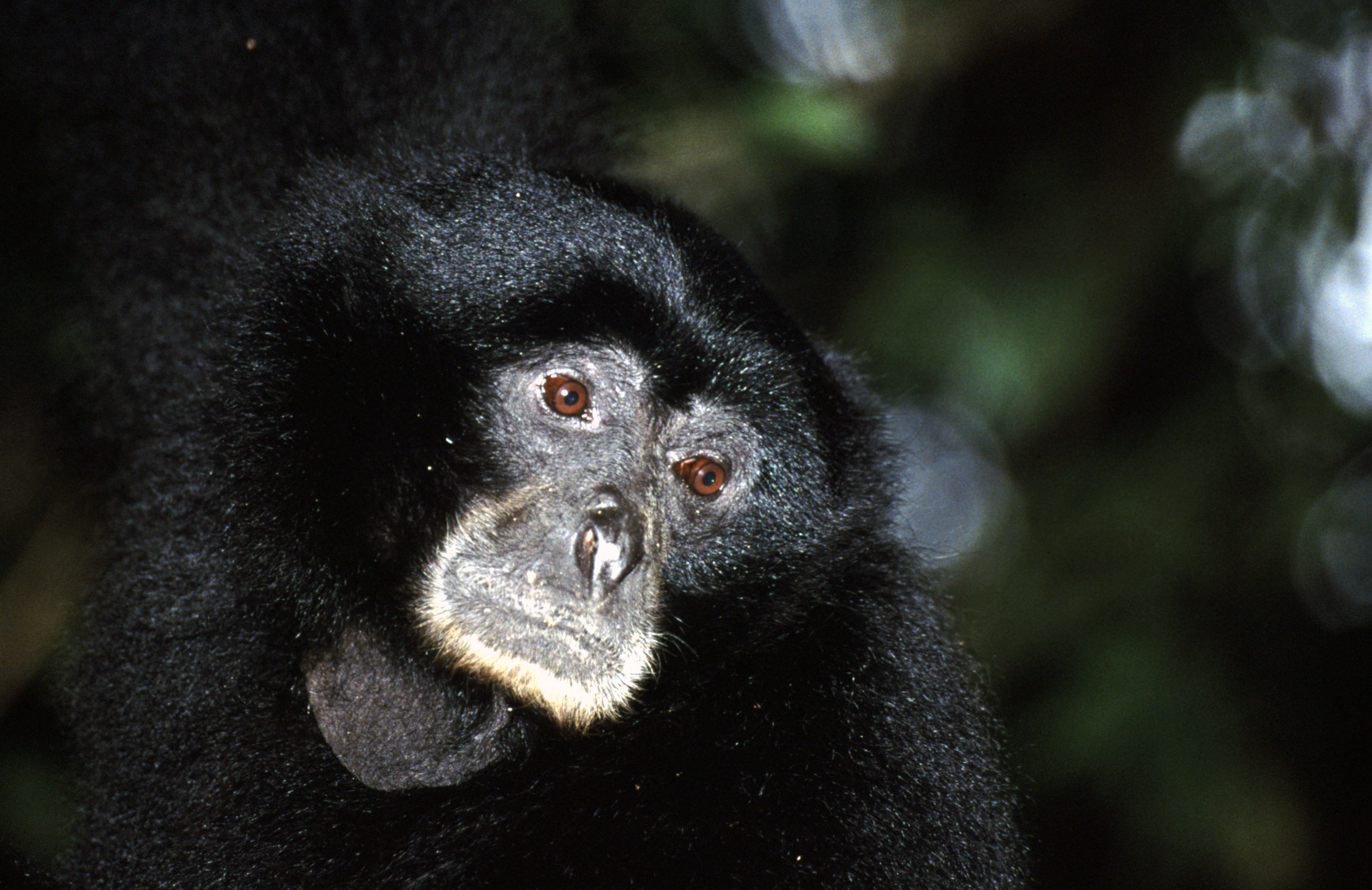
Siamang (Parc national de Gunung Leuser, Indonésie)

Il a une épaisse fourrure noire. Sa face est glabre et son museau est court. Il a de longues canines opposables et sa queue est courte, formant un pompon.

## Comportement
Cette espèce est monogame, la femelle dirigeant le couple. La famille vit sur un territoire d'environ 50 ha.
Les siamangs, dans leur milieu naturel, vivent dans les arbres et ne descendent que très peu souvent au sol.
À l'aube et au crépuscule, le mâle et la femelle entament un chant territorial, se répondant l'un et l'autre. Ce chant, grâce au sac laryngique, s'entend à 3 voire 4 km à la ronde.

## Alimentation
Ce grand singe mange principalement des feuilles et quelques fruits, quelques fleurs et quelques animaux comme des larves.

## Menaces
Dans l'île de Sumatra, la surface de son milieu de vie a été réduite de 40% entre 1995 et 2000 en raison de l'exploitation forestière, de la conversion de terre en culture, notamment de café et de la construction de voies de communication. Ses effectifs ont probablement diminué de moitié ces quarante dernières années.

## Liste des sous-espèces
Selon NCBI (13 févr. 2011) :
- sous-espèce Symphalangus syndactylus syndactylus

## Synonymes
- Hylobates syndactylus (Raffles, 1821), préféré par ITIS et CITES
- Symphalangus continentis Thomas, 1908
- Symphalangus gibbon (C. Miller, 1779)
- Symphalangus subfossilis Hooijer, 1960
- Symphalangus volzi (Pohl, 1911)